# Artur Szyndler
Artur Szyndler (ur. 13 maja 1965) – polski autor gier fabularnych, twórca Kryształów Czasu, opublikowanej na łamach czasopisma Magia i Miecz. Niegdyś przedstawiciel Games Workshop (wydawca systemów Warhammer, Warhammer 40,000) oraz Target Games (wydawca takich gier jak Warzone czy Chronopia). Obecnie prowadzi "Paladynat" na Warszawskim Żoliborzu gdzie zajmuje się aktywnym rozpowszechnianiem gier bitewnych oraz RPG w Polsce.
W wyborach parlamentarnych w 2007 roku kandydował do Sejmu z warszawskiej listy PiS-u (Warszawa I, poz. nr 34). Zdobył 230 głosów z czego 18 z okręgów poza granicami kraju, nie otrzymał jednak mandatu.
Żonaty, ma dwóch synów.
W roku 2014 zapoczątkował autorską powieść opartą na świecie Kryształów Czasu. Saga została zaplanowana na 13 tomów (26 części) pod wspólnym tytułem – Saga o Katanie.